# Nakhon Sawan
Nakhon Sawan er en by i det nordlige Thailand med et indbyggertal (pr. 2006) på cirka 93.000. Byen er hovedstad i en provins af samme navn og ligger ved bredden af Chao Phraya-floden.
15°42′N 100°08′Ø / 15.700°N 100.133°Ø
- Wikimedia Commons har flere filer relateret til Nakhon Sawan